# 84. domobranska pješačka brigada
84. domobranska pješačka brigada (Honvéd Infanterie Brigade Nr. 84) je bila pješačka brigada hrvatskog domobranstva unutar austrougarske vojske tijekom Prvog svjetskog rata. 

## Ustroj
Brigada se sastojala od dviju domobranskih pukovnija:
- 27. domobranska pješačka pukovnija, Sisak
- 28. domobranska pješačka pukovnija, Osijek

## Ratni put
Čitav rat brigada je provela u sastavu 42. domobranske pješačke divizije. To je jedna od najpoznatijih vojnih postrojba hrvatske ratne prošlosti. Svoj ratni put počela je na srbijanskom ratištu, u Srijemu, kao dio snaga prvog udara. Kasnije sudjeluje u bitkama na Ceru i Kolubari. Posebno se istaknula 1915. prilikom zauzimanja Crne Gore, a zatim je 24. siječnja 1915. upućena u Galiciju. U lipnju 1916., kad se pod Lukom Šnjarićem za Brusilovljeve ofenzive divizija raspala i pretrpjela strahovite gubitke, osobito je stradala 84. brigada. Brigada je skoro potpuno uništena, a njeni ostatci iz 27. i 28. domobranske pukovnije su uključeni u 83. brigadu. Sve do studenog 1916. svaka pukovnija u sastavu brigade je imala jednu umjesto četiri bojne, što svjedoči o teškim gubicima. Početkom 1918. godine bila je prebačena na talijansko ratište, gdje ostaje do kraja rata.